# Paolo Carlini
Pour les articles homonymes, voir Carlini.
Paolo Carlini né 6 janvier 1922 à Santarcangelo di Romagna (Italie) et mort le 3 novembre 1979 à Rome (Italie), est un acteur italien. Il est apparu dans plus de 45 films entre 1940 et 1979.

## Biographie
Né à Santarcangelo di Romagna, Paolo Carlini suit des cours organisés par l'actrice Teresa Franchini et fait ses débuts sur scène très jeune. Il est considéré comme l'une des premières stars de la télévision italienne des mini-séries (sceneggiati). Il est également bien connu pour son association avec l'actrice Lea Padovani, avec qui il a joué dans les années 1950 diverses pièces de théâtre à succès .
Outre une longue carrière cinématographique, Paolo Carlini doit sa notoriété à la rumeur sur ses relations intimes avec l'archevêque de Milan Giovanni Montini, futur pape Paul VI,.

## Filmographie partielle
- 1952 : La muta di Portici de Giorgio Ansoldi
- 1953 : Vacances romaines
- 1960 : C'est arrivé à Naples
- 1965 : Amore all'italiana
- 1971 : Les Obsessions sexuelles d'un veuf (Le inibizioni del dottor Gaudenzi, vedovo, col complesso della buonanima) de Giovanni Grimaldi
- 1972 : Mais qui donc porte la culotte ?
- 1974 : Service compris
- 1976 : Comme des chiens enragés (Come cani arrabbiati) de Mario Imperoli : Arrigo Ardenghi